# Vera Cornish

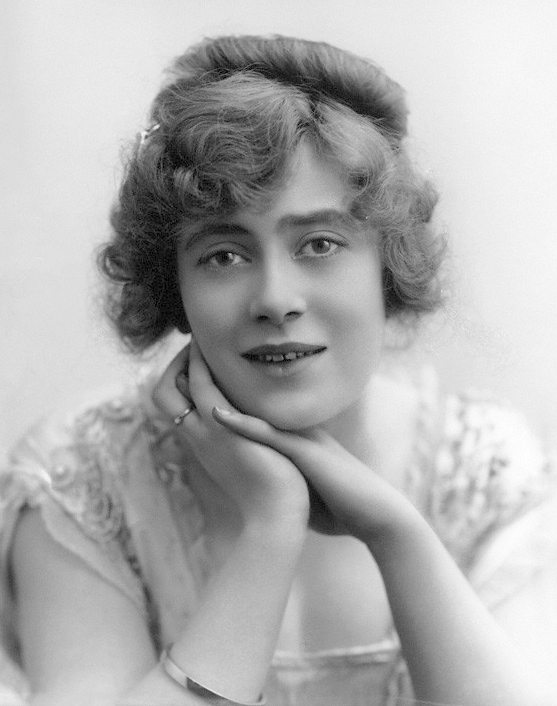
Vera Cornish em 1914

Vera Cornish foi uma atriz britânica da era do cinema mudo.

## Filmografia selecionada
- A London Flat Mystery (1915)
- Broken Barrier (1917)
- The Woman Wins (1918)
- Won by a Head (1920)